# Hospital Nina Rodrigues
O Hospital Nina Rodrigues é um hospital público estadual localizado em São Luís, no Maranhão. referência no tratamento de diversas especialidades psiquiátricas.

## Histórico
Foi fundado em 1941 e tem esse nome em homenagem ao médico maranhense Raimundo Nina Rodrigues.

## Estrutura
Dentre suas especialidades estão: Urgência e Emergência, Atenção Psicossocial Álcool e Drogas, Fisioterapia, Reabilitação, Atenção Domiciliar (Home Care), Fisioterapia. A unidade dispõe de ambulatórios para para transtorno de ansiedade e de humor, de psiquiatria infantil e geriátrica. tratamento de esquizofrenia refratária e para transtorno de personalidade.